# Pedro Orgambide
Pedro Orgambide (* 9. August 1929 in Buenos Aires; † 19. Januar 2003 in Buenos Aires) war ein argentinischer Schriftsteller.
Er schrieb Novellen, Romane, Theaterstücke, Erzählungen und Essays.
Orgambide gründete die Zeitschrift „La Gaceta Literaria“. 1974 ging er ins Exil nach Mexiko, wo er bis 1983 lebte. Dort gründete er gemeinsam mit Juan Rulfo, José Revueltas und Julio Cortázar die Zeitschrift „Cambio“.
2001 wurde er zum „Ciudadano Ilustre de la Ciudad de Buenos Aires“ (Bemerkenswerter Bürger von Buenos Aires) ernannt.

## Werke
- Memorias de un hombre de bien (Novelle, 1964)
- El páramo (Novelle, 1965)
- Los inquisidores. Buenos Aires: Sudamericana, 1967 (Roman)
- Ser argentino (Essai, 1996)
- Aventuras de Edmund Ziller en tierras del Nuevo Mundo. Buenos Aires: Editorial Abril, 1984 (Roman, Erstausgabe 1977)
- Diario de la crisis (Essai)
- Hacer la América (Trilogie)
- El arrabal del mundo. Buenos Aires: Bruguera, 1983 (Roman)
- Genio y figura de Martínez Estrada (Essai, 1985)
- Un caballero en las tierras del sur (Novelle, 1997)
- Una chaqueta para morir (Novelle, 1998)
- Historia con tango y corridos (Erzählungen)
- Discepolín (Theaterstück)
- Un tango para Gardel (Romanbiographie, 2003)
  - Ein Tango für Gardel. Dt. von Carsten Regling, Verlag Klaus Wagenbach, 2010, ISBN 978-3-8031-2640-5.

## Auszeichnungen
- Premio Casa de las Américas (1976)
- Premio Municipal Gregorio de Laferrére (1995)
- Premio a la Trayectoria Artística del Fondo Nacional de las Artes (1997)
- Ciudadano Ilustre de la Ciudad de Buenos Aires (2001)